# Electric Dragon 80.000 V
Electric Dragon 80.000 V – japoński eksperymentalny film z 2001 roku w reżyserii i według scenariusza Sōgo Ishii. 

## Obsada
- Tadanobu Asano jako Dragon Eye Morrison
- Masatoshi Nagase jako Thunderbolt Buddha
- Masakatsu Funaki jako narrator

## Opis fabuły
Utrzymany w estetyce komiksu film opowiada o starciu Dragon Eye Morrisona (Tadanobu Asano) i Thunderbolt Buddhy (Masatoshi Nagase).

## Soundtrack
Ścieżka dźwiękowa autorstwa Hiroyuki Onogawy i grupy MACH1.67 została wydana w 2001 roku przez Rambling Records (#RBCE-3002), znalazła się też na bonusowym DVD w dwupłytowej edycji filmu wydanej przez Discotek w 2006 roku. 

### Spis utworów
1. Dragon Man (2:19)
2. Buddha Mask (1:07)
3. Concrete Music (3:11)
4. Ele-King (1:18)
5. Electric Bunch (3:04)
6. Forbidden Game (2:14)
7. Attack (2:03)
8. Metal Dub Soup (1:28)
9. Buddha Division (1:52)
10. Dead Angle (2:13)
11. Franken Guitar (4:07)
12. Dragon vs Buddha (3:56)
13. Spark (1:26)
14. Dragon Master (1:20)
15. Echo (4:26)
16. Mix (5:19)
17. Speed (5:25)

Utwory 1.-14. autorstwa Hiroyuki Onogawy, 15.-17. MACH1.67.